# Rohlina
Rohlina är en kulle i Antarktis. Den ligger i Östantarktis. Norge gör anspråk på området. Toppen på Rohlina är 2 453 meter över havet.
Terrängen runt Rohlina är platt åt nordost, men åt sydväst är den kuperad. Terrängen runt Rohlina sluttar norrut. Trakten är obefolkad. Det finns inga samhällen i närheten. 